# Dell'impero delle tenebre
Dell'impero delle tenebre è il primo album della band italiana Il Teatro degli Orrori.

## Descrizione
Il disco è stato pubblicato il 6 aprile 2007 da La Tempesta Dischi (distribuzione Venus). Viene presentato come un lavoro estremo, febbricitante, lirico e coraggioso; una vera e propria "opera rock" in undici atti. Di notevole impatto l'utilizzo della lingua italiana, poco incline allo stile di Capovilla, che aveva sempre scritto e cantato in inglese, e tendenzialmente anche al genere musicale utilizzato.
Per quanto riguarda i temi, il disco affronta con cinica amarezza e totale disincanto la perdita di identità, il senso dell'inutilità nel vivere (L'impero delle tenebre), ma anche una flebile ricerca di speranze (Vita mia), l'ipocrisia della guerra (Carrarmatorock!), la religione. La canzone di Tom è dedicata a Tom Dreyer, amico di Capovilla morto in un incidente stradale. Vi sono inoltre vere e proprie elegie (Lezione di musica, Compagna Teresa). Lo stile si caratterizza di un alt rock di stampo notevolmente noise, con sprazzi di acid e blues.

## Video
Sono stati realizzati i videoclip delle canzoni Compagna Teresa (per la regia di Mauro Lovisetto), La canzone di Tom (per la regia di Mauro Lovisetto) e Carrarmatorock! (per la regia di Angelo Camba).

## I brani
- Nel brano Dio mio il verso "non sei che un lungo delirio di un lungo rifiuto e ti liberi solo di ciò che possiedi." è una chiara citazione dal romanzo Viaggio al termine della notte di Louis-Ferdinand Céline dal capitolo in cui il protagonista arriva in America, "La vita per chi non ha mezzi, è solo un lungo rifiuto in un lungo delirio e uno mica la conosce bene sul serio, ci si libera solo di quello che si possiede.".
- Nel brano L'impero delle tenebre la frase iniziale "Abbiamo perso la memoria del ventesimo secolo" è una chiara citazione estrapolata dal brano Evaporazione degli Area, in cui Demetrio Stratos cantava "Abbiamo perso la memoria del quindicesimo secolo".
- Il brano La canzone di Tom è dedicata a Tom, amico di Capovilla e Favero.[4]
- E lei venne! è una reinterpretazione della poesia Il vino dell'assassino, di Charles Baudelaire.

## Tracce
1. Vita mia – 4:15
2. Dio mio – 3:06
3. E lei venne! – 2:40
4. Compagna Teresa – 3:59
5. L'impero delle tenebre – 4:13
6. Scende la notte – 4:03
7. Carrarmatorock! – 4:11
8. Il turbamento della gelosia – 5:09
9. Lezione di musica – 6:35
10. La canzone di Tom – 5:07
11. Maria Maddalena – 28:24

## Formazione

### Gruppo
- Pierpaolo Capovilla - voce
- Gionata Mirai - chitarra
- Giulio Favero - basso
- Francesco Valente - batteria

Altri musicisti
- Nicola Manzan - violino in Maria Maddalena
- Angelo Maria Santisi - violoncello in Maria Maddalena
- Richard Tiso - basso in Lezione di musica